# Капустін Олексій Євгенович
Олексій Євгенович Капустін (нар. 8 липня 1958, Жданов, УРСР) — радянський та український учений-хімік, професор і завідувач кафедри хімічної технології та інженерії в Приазовському державному технічному університеті, доктор хімічних наук. Також відомий як учасник інтелектуальної телегри «Що? Де? Коли?».

## Біографія
Народився в Жданові в потомственій родині металургів. Батько — Євген Капустін, викладав на кафедрі теплофізики, обіймав посаду ректора Приазовського державного технічного університету (тоді Ждановський металургійний інститут) із 1969 по 1981 роки. О. Капустін має старшу сестру, яка вчилася на хімічному факультеті. Саме спілкування з сестрою-абітурієнткою хімфаку та випадково прочитаний журнал «Химия и жизнь» визначили вибір майбутньої спеціальності. Капустін зізнається, що йому дуже сподобався вислів «важкий органічний синтез», особливо слово «важкий».
Перевівся в Московський хіміко-технологічний інститут імені Д. І. Менделєєва після першого курсу з Приазовського державного технічного університету (тоді Ждановський металургійний інститут), закінчив Московський хіміко-технологічний інститут імені Д. І. Менделєєва в Москві. Тут же навчався в аспірантурі і захистив кандидатську дисертацію за спеціальністю «інженер-технолог». Спочатку-фахівець в області поверхневих активних речовин. Згодом зайнявся проблемою каталізу. Напрацювання Капустіна в цій галузі були використані одним із японських концернів.
Працює в Приазовському державному технічному університеті з 1985 року. У 1996 році захистив докторську дисертацію з хімії. Має безліч наукових праць, більшість робіт присвячена каталізу.
Окрім наукової роботи керує підготовкою школярів і студентів. Один з його учнів виграв світову олімпіаду з хімії, а ще один став переможцем Міжнародної наукової конференції.
Займається активною екологічною діяльністю: з 2000 року очолює Раду екологічної безпеки міста Маріуполя.

## Що? Де? Коли?
Став грати в «Що? Де? Коли?» після знайомства з Андрієм Козловим у 1984 році в Ждановському металургійному інституті, де Козлов на той час працював. Із 15 грудня 1990 року грає в «елітарному клубі знавців». Протягом всієї ігрової кар'єри виступає за команду Андрія Козлова. У 2008 році став володарем «Кришталевої сови». Також працює в телевізійній грі «Брейн-ринг» в якості редактора й автора понад 40 тисяч питань.
Став одним із рекордсменів за кількістю проведених у «телевізійному інтелектуальному клубі» ігор, зігравши проти телеглядачів 51 раз (при цьому команда з його участю здобула 27 перемог), і займає за цим показником 9-те місце (станом на початок 2021 року).

## Особисте життя
Одружений, є діти. Старший син — Ярослав, директор хімічного комбінату; молодший — Євген, аспірант університету Берклі в Каліфорнії .